# Karimai
Karimai (en rus: Карымай) és un poble del krai de Kamtxatka, a Rússia, que el 2021 tenia 61 habitants. Pertany al districte d'Ust-Bolxeretsk.